# Columbia Colles
Il Columbia Colles è una struttura geologica della superficie di Plutone.